# Al-Asharah
Al-Asharah ( en arabe : العشارة , également orthographié al-Ashareh ou Esharah ) est une ville de l'est de la Syrie, faisant partie administrativement du gouvernorat de Deir ez-Zor, située le long de l'Euphrate, au sud de Deir ez-Zor. Les localités voisines incluent al-Quriyah au nord-est, Makhan et Mayadin au nord, Suwaydan Jazirah au sud-est et Dablan au sud. Selon le Bureau central des statistiques de Syrie, Al-Asharah avait une population de 17 537 habitants lors du recensement de 2004. C'est le siège administratif d'un nahiyah (sous-district) qui se compose de sept localités avec une population totale de 96 001 habitants en 2004. Al-Asharah est la troisième plus grande localité du nahiyah. Ses habitants sont principalement des musulmans sunnites issus des tribus arabes de Tayy Al-Rahabi et Al Uqaydat. 

Al-Asharah est le centre administratif de Nahiya al-Asharah du district de Mayadin.

## Histoire
Al-Asharah est construit sur le site de l'ancienne colonie araméenne - assyrienne de Terqa. Une stèle datée de 886 av. J.-C. honorant la victoire du roi assyrien Tukulti-Ninurta II sur les Araméens a été trouvée à al-Asharah. La stèle se trouve actuellement au musée national d'Alep.Terqa était la capitale du royaume néo-assyrien de Khana et a continué à se développer jusqu'à la fin de l'âge du bronze, lorsque son déclin a commencé. Les fouilles à al-Asharah ont révélé que Terqa contenait des institutions urbaines et que ses habitants avaient exploité le sol de la région à des fins économiques. 
Au milieu du XIXe siècle, la Bombay Geographic Society décrivait Al-Asharah comme une « petite ville » composée d'un groupe non organisé de huttes arabes et d'une population dont les traditions suggéraient que l'endroit était ancien. De cette époque jusqu'à la dissolution de l'Empire ottoman en 1917, Al-Asharah est devenu le centre d'un caza (district), portant son nom, qui faisait partie du plus grand sandjak de Zor. Le caza possédait deux nawahi (cantons) : Al-Asharah et Al-Busayrah. 
En 1920, une réunion entre des fonctionnaires et des officiers de l'armée sharifienne et du royaume naissant de Syrie se tient à Al-Asharah, accueillie par l'émir Fayçal et au cours de laquelle des négociations sur les frontières entre la Syrie et l'Irak sont menées. Il est décidé que Abu Kamal resterait une partie de la province de Deir ez-Zor en Syrie. 
Au début des années 1960, Al-Asharah était décrit comme un petit village construit sur un monticule artificiel où se tenait Terqa. 
Durant la guerre civile syrienne, la ville a été occupée par l'EIIL jusqu'à ce que l'armée syrienne s'empare de la ville le 27 novembre 2017,. 